# Longyearbyen

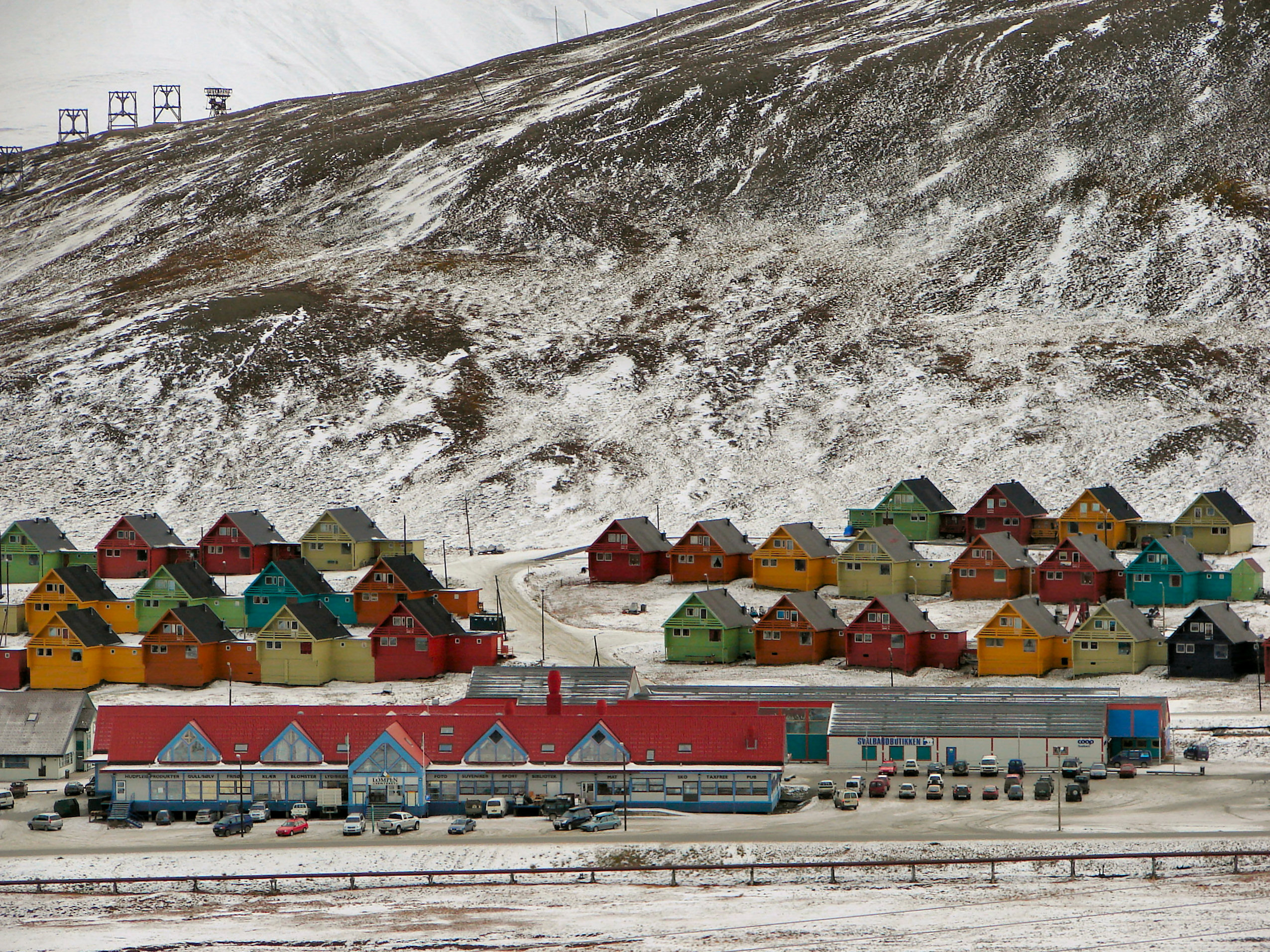
Centro de Longyearbyen.

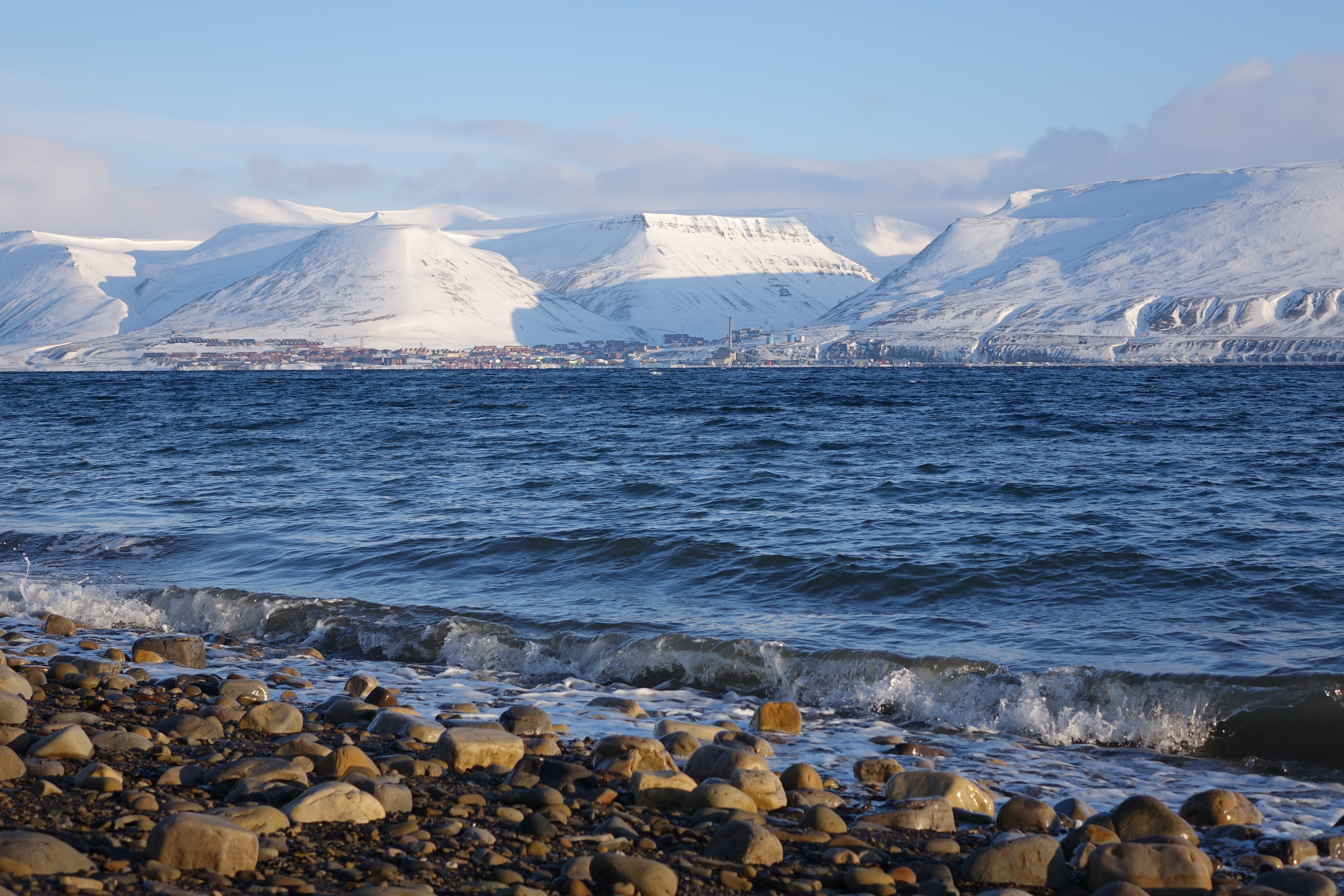
A cidade de Longyearbyen, fotografada a partir de Hiorthamn

Longyearbyen é a capital administrativa e econômica do arquipélago de Svalbard, na Noruega. Está localizada na ilha de Spitsbergen e conta com 2 500 habitantes (2024), a maioria dos quais noruegueses. É a cidade mais setentrional do planeta.

Na cidade estão situados os serviços de apoio e a residência oficial do governador de Svalbard (Sysselmesteren på Svalbard).

## Geografia
Longyearbyen está localizada nos 78° 13′ N, 15° 39′ L, pelo que, devido à alta latitude, quase metade do ano é noite permanente, seguida por igual número de meses com o sol da meia-noite à vista. Em Longyearbyen, o sol da meia-noite dura de 20 de Abril a 23 de Agosto e a noite ártica de 26 de Outubro a 15 de Fevereiro.
Longyearbyen está situada num ambiente de tundra ártica, com um clima marcado pelas baixas temperaturas e pela escassa precipitação, quase toda sob a forma de neve. As normais climáticas para Longyearbyen, apesar do seu clima tipicamente ártico, são temperadas pela corrente do Atlântico Norte, um prolongamento terminal para nordeste da corrente do Golfo. As temperaturas médias mensais na cidade oscilam entre os -15,2ºC em Fevereiro e os 6,5ºC em Julho. As temperaturas mínimas descem frequentemente abaixo dos -40ºC. A precipitação anual, quase toda sob a forma de neve, é de apenas 210 mm (se estivesse num clima temperado, a cidade estaria localizada num deserto).

## História
A comunidade foi fundada em 1906 por John Munroe Longyear, principal accionista da Arctic Coal Company of Boston. O sufixo byen é a partícula que na língua norueguesa significa a cidade.  Depois de ser apenas uma comunidade tipicamente mineira, vedada às mulheres, a partir dos anos de 1930 a cidade foi ganhando um carácter de comunidade residencial, com um número crescente de famílias a viverem nela permanentemente.
Apesar de Svalbard ser, nos termos do Tratado de Svalbard, uma zona desmilitarizada e da ilha ter sido quase totalmente evacuada a 3 de Setembro de 1941, a velha cidade foi quase completamente destruída em Setembro de 1943 por um bombardeamento alemão. Reconstruída depois do término da II Guerra Mundial, os restos da velha cidade ainda são visíveis em alguns lugares.

## Atividade econômica e investigação

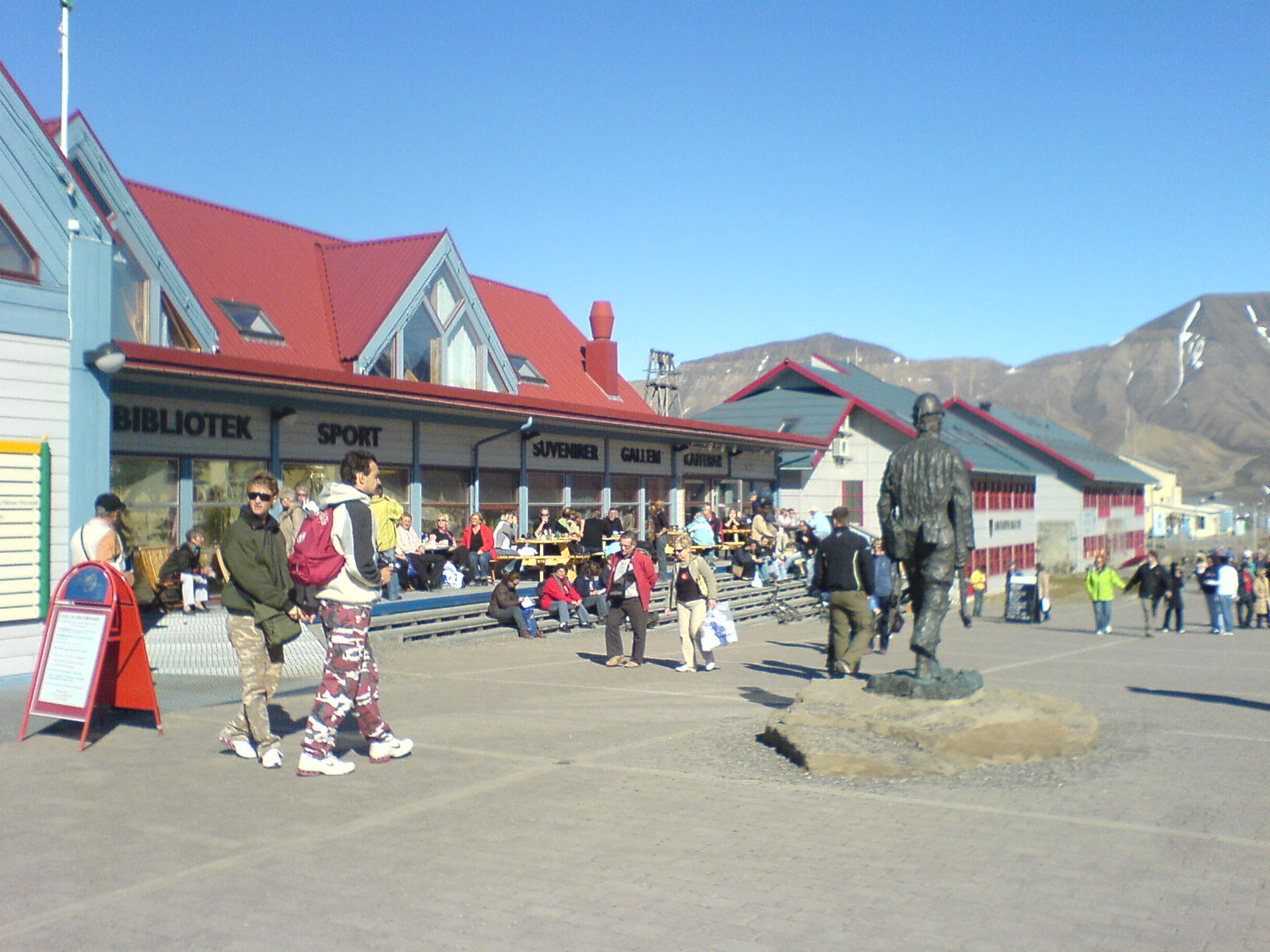
Rua principal de Longyearbyen.

Até ao início da década de 1990 a mineração de carvão era o maior empregador em Longyearbyen (como aliás em todo o Svalbard), estando toda a atividade centrada na mineração, nos serviços logísticos de apoio e na expedição do carvão.
Hoje a cidade diversificou a sua atividade estando cada vez mais centrada nos serviços, centrando a sua atividade, para além do crescente turismo, na administração pública, investigação e ensino.
A cidade oferece um conjunto interessante de amenidades que incluem uma escola secundária, uma piscina pública, uma parede de escalada, um pavilhão desportivo, supermercado, três pubs, três hotéis, uma igreja, cinema e um estabelecimento de diversão noturna, para além de diversos estabelecimentos de vendas para turistas.
Longyearbyen está desde Janeiro de 2004 ligada à rede global de telecomunicações por um duplo cabo de fibra óptica, com 1440 km de comprimento, que vai de Svalbard a Harstad (Noruega), via Andøy. O cabo fornece a conectividade necessária à rede pública da ilha bem como às estações de controlo de satélites em órbita polar da NASA, da NOAA e do Departamento de Defesa dos Estados Unidos, além da Agência Espacial Europeia. Permite também a operação em tempo real das estações geofísicas e de investigação da magnetosfera. Uma empresa de telecomunicações, a SvalSat, fornece serviços especializados de controlo de satélites em órbita polar a partir de uma estação terrestre nos arredores de Longyearbyen.

### Mineração
A mineração ainda assume um papel fundamental na vida económica da cidade, já que suporta, através de uma taxa sobre o carvão exportado, toda a infraestrutura pública da cidade e fornece o grosso do emprego (mais de 50% dos residentes trabalham diretamente na mineração). A produção de carvão em Longyearbyen (mina n.º 7, a única ativa) foi de 70 000 t em 2001. No mesmo ano as minas norueguesas de Svea Nord (servidas a partir de Longyearbyen) produziram 1,6 milhões de toneladas.

### Ensino e pesquisa
As atividades ligadas a pesquisa e ensino têm vindo a crescer de forma sustentada devido à excelente infraestrutura existente e ao investimento feito na cidade por um consórcio de universidades norueguesas.
Em 1993 foi criado o Universitetssenteret på Svalbard (Centro Universitário em Svalbard), conhecido por UNIS, um centro de excelência na investigação e ensino em matérias ligadas às regiões árticas, que tem atraído à cidade um número crescente de estudantes e investigadores. O centro é operado conjuntamente pelas 4 universidades norueguesas e fornece cursos nas áreas da geofísica, biologia e geologia árticas, e nas tecnologias associadas à vida no ambiente ártico. O UNIS ministra cursos de nível não graduado, bem como programas de mestrado e doutoramento. Presentemente é frequentado por 300 estudantes por ano, mas, com a construção de um novo Centro de Investigação, espera-se um aumento deste número. Os estudantes do UNIS vivem em  Nybyen, um conjunto de 6 antigos dormitórios de mineiros que foram para tal renovados.
A investigação científica na cidade inclui a operação de um centro de investigação sobre a ionosfera e a magnetosfera, centrado em torno do radar pertencente ao projeto EISCAT, um centro dedicado ao estudo das auroras polares e um magnetómetro pertencente à cadeia de recetores do satélite IMAGE.

### Turismo

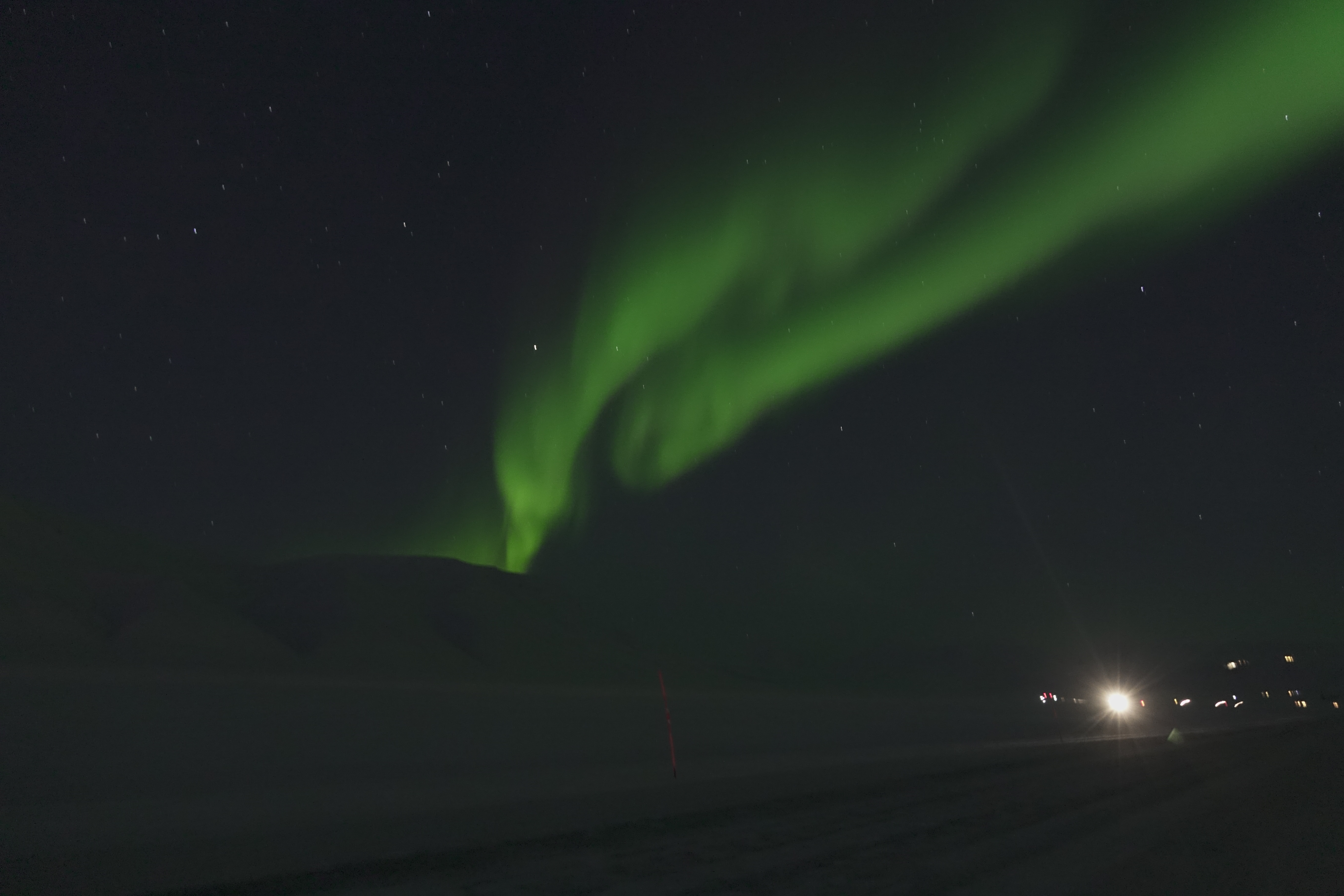
Foto que registra a Aurora Boreal nas proximidades de Longyearbyen, em Adventdalen (08 de março de 2016)

A maioria dos turistas visita a cidade durante a primavera e o verão quando os longos dias polares permitem longas permanências no exterior e a visita às espetaculares paisagens dos fiordes da ilha. A primavera é muito popular pois Spitsbergen é dos poucos lugares na Escandinávia onde é possível conduzir um moto de neve sem licença. Contudo, por razões ambientais, não é possível aceder a todo o território da ilha, já que boa parte dele é ocupada por parques e reservas da natureza de acesso condicionado. De Fevereiro a Novembro, vários operadores turísticos oferecem vistas guiadas.
Longyearbyen é o povoado mais a norte acessível através de transporte público, já que existe um aeroporto comercial nos arredores da cidade, o Aeroporto de Svalbard. O aeroporto, situado a apenas 10 minutos por estrada do centro da cidade, movimentou 93.100 passageiros em 2004, mantendo voos regulares de e para Tromsø, na Noruega.